# Los Strwck
Los Strwck son una agrupación musical mexicana de los géneros de rock and roll, banda y cumbia, originaria de la ciudad de Guadalajara, Jalisco, México. 
Ellos comenzaron su carrera a finales de la década de los años 1960, cuando muchas "nuevas bandas" se vieron influidas por los iconos británicos y estadounidenses de la industria de la música que les permitan tomar forma con las ideas que se convirtieron en nuevos sonidos y melodías. La banda mexicana llamada "Los Strwck" se formó con influencias en la cosmopolita ciudad de Guadalajara, en el barrio de San Onofre. Su canción más Hit-titulada "Quien" fue compuesta por un músico llamado Ricardo Javier Enciso Gómez, quien es hermano de Jaime Alejandro Enciso Gómez, el vocalista de otra banda mexicana llamada "Los Jinetes". La calidad y el talento no se improvisan. En un principio, Elbert Moguel, el líder / compositor y cantante incluyó en su banda los siguientes miembros: Carlos "El Fender" Robles (guitarra / arreglos musicales), Adalberto Rivera (batería / percusión), Miguel Flores Preciado (teclados), y Lomelí Domingo (bajo). Después, Carlos Robles dejó la banda para producir otros artistas y fue remplazado por Indalecio Anaya, cuya habilidades con la guitarra y su increíble tono de voz le hizo el partido de derecha. Indalecio es el vocalista en la grabación original de la canción: "Quien" el público mexicano no era consciente de esto, teniendo la idea errónea de que Elbert Moguel fue el que siempre cantaba, pero en los conciertos se dan cuenta de la disposición de la diferencia de la canción a un baja de tono. Elbert nació en Mérida, Yucatán; Carlos en Fresnillo, Zacatecas; Adalberto en un pueblo llamado Jomulco, en el municipio de Jala, Nayarit, Jaime Alejandro, Miguel y Domingo son de Guadalajara, Jalisco, el último pero no menos importante, Indalecio Anaya, de la Rosa Blanca, Nayarit.

## Historia
Surgen a mediados del año 1966, grabando para las pequeñas marcas "Discos Caleidofón", de la Ciudad de México y Discos AZA de Guadalajara, Jalisco. Sus primeros éxitos llegan por el año 1970.

## Éxitos y principales grabaciones
- Rompiendo Corazones (1966)

- La Doctoriza (1969)

- Comunicame tu Ritmo (1969)

- Un Sueño (1970): Canción cuya versión fue número uno en listas de popularidad en la versión de La Tropa Loca (1973)

- Go go 70 (1970)

- Pobre Reyna (1970)

- Él (1970): Canción compuesta por Elbert Moguel.

- La Suegra (1970): Canción compuesta por Elbert Moguel.

- Canción (1970)

- El Ausente (1970)

- Ni en Defensa Propia (1970)

- Parras (1970)

- Un Sueño (1970): Canción compuesta por Elbert Moguel.

- Vanidosa (1970)

- Cumbia Selene (1971)

- Adiós Amigo (1974)

- Dilo Tú (1974)

- Linda Chiquilla (1974)

- Jaliscumbia (1978)

- Quién (1979)

- Recuerdo Estudiantil (1979)

- Ingenua

- Los Ausentes

## Discografía
Ya para el año 1970, se había publicado un disco LP del grupo para Discos Caleidofón, posteriormente realizan algunas grabaciones para Discos AZA (cuyas licencias son manejadas por Discos Son-Art), e ingresan hacia el año 1974 al elenco de Discos Melody (hoy Univision Music Group) en donde obtienen algunos de sus mayores éxitos, manteniéndose activos plenamente en esta marca hasta cerca del año 1981. En esta época realizan varias presentaciones en televisión tocando en vivo.
Se desconoce el paradero de gran parte de las cintas originales, pues todas las compañías que las realizaron ya desaparecieron. Se supone que todas las melodías grabadas en Melody durante los años (1974-1981) deben estar entre el archivo de Univisión Records.
Resulta importante mencionar que Elbert Moguel posee una patente de una peculiar guitarra eléctrica que el mismo diseñó.

## Actualidad
El grupo continúa, siendo comandado actualmente por Elbert Moguel. En el mes de abril del año 2010, se presentaron en un festival especial en el Auditorio Nacional de la Ciudad de México.
Y también se presentaron el 15 de noviembre del año 2014 en la población de Tiríndaro, Michoacán, junto con otra legendaria agrupación llamada Los Master's en compañía de voces y guitarras además de los días felices de Zacapu, Michoacán.
Fue grabado para su público entre otras agrupaciones algunos de sus más sonados éxitos, que día a día son recordados por su gente quien los vio nacer en la década de los sesenta y que vivió su consolidación en los setenta y que siguen dando de que hablar hasta nuestros días.